# 케톤증
케톤증(Ketosis)은 피 속 혹은 오줌 속의 케톤체들의 수준이 높아진 대사 상태를 말한다. 생리적 케톤증은 몸 안의 가용 포도당이 부족할 때 나타나는 정상적 반응으로서, 예를 들어 단식이나 저탄수화물식이 등에 의해 유발될 수 있으며, 에너지를 케톤 형태로 공급한다. 생리적 케톤증에서 피 속의 케톤체들의 농도는 기본수준 이상으로 높아지지만 산-염기 항상성이 유지된다. 이는 케톤산증과 구별되어야 한다. 케톤산증은 케톤체들이 조절 불가능한 양상으로 생성되는, 병리적 상태의 대사성 산증의 하나로서 의료상 위험한 상태이다. 대사적 케톤증의 경우 케톤 수준은 0.5 - 3.0 mmol/L이며, 케톤산증의 경우에는 10mmol/L 이상이다.

## 같이 보기
- 생체에너지학